# Waldorf (Maryland)
Waldorf is een plaats (census-designated place) in de Amerikaanse staat Maryland, en valt bestuurlijk gezien onder Charles County.

## Demografie
Bij de volkstelling in 2000 werd het aantal inwoners vastgesteld op 22.312.

## Geografie
Volgens het United States Census Bureau beslaat de plaats een oppervlakte van
33,1 km², geheel bestaande uit land.

## Geboren
Joel Madden, Benji Madden en Paul Thomas van de band Good Charlotte.

## Plaatsen in de nabije omgeving
De onderstaande figuur toont nabijgelegen plaatsen in een straal van 16 km rond Waldorf.